# Bildende Kunst (Zeitschrift)
Bildende Kunst (Eigenschreibweise: bildende kunst, Untertitel: Zeitschrift für Malerei, Plastik, Grafik, Kunsthandwerk und Industrieformgestaltung) war eine in der Sowjetischen Besatzungszone bzw. der DDR verlegte Kunstzeitschrift für Themen der bildenden Kunst, des Kunsthandwerks sowie der Industrieformgestaltung.

## Geschichte
Die Zeitschrift bildende kunst wurde 1947 von Karl Hofer und Oskar Nerlinger mit dem Untertitel Zeitschrift für Malerei, Graphik, Plastik und Architektur herausgegeben und erschien zunächst bis 1949 im Verlag Bildende Kunst GmbH. Im ersten Heft schrieb Hofer „Zum Geleit“: „‚Bildende Kunst‘ legt sich auf keine Richtung fest, wir suchen das Gute zu bringen, wo immer wir es finden, welchem Volk und welcher Epoche es angehöre. So dürfen wir hoffen, einen wertvollen Beitrag zur geistigen Erziehung unseres Volkes zu liefern.“
Chefredakteur war der Kunsthistoriker Gerhard Pommeranz-Liedtke (1909–1974). Bis Heft 9/1949 gab es einen Redaktionsbeirat, dem zuletzt Heinrich Drake, Heinrich Ehmsen, Ernst Fritsch, Max Grabowski, Herbert Gute, Hermann Henselmann, Max Keilson, Alice Lex, Max Pechstein und Max Taut angehörten.
In dieser Zeit beschäftigte sie sich mit Themen und Diskussionen zur gesamtdeutschen Kunst. Ab Januar 1953 wurde die nun groß geschriebene Zeitschrift „Bildende Kunst – Zeitschrift für Malerei, Plastik, Graphik und Buchkunst, Angewandte Kunst und Kunsthandwerk“ vom Verband Bildender Künstler Deutschlands (VBK), später umbenannt in Verband Bildender Künstler der Deutschen Demokratischen Republik (VBK-DDR) und der Staatlichen Kommission für Kunstangelegenheiten herausgegeben. Aufgrund der Lizenzvergabe an den VEB Verlag der Kunst durch die politische Führung für Themen der Bildende Kunst, Angewandte Kunst und Kunstwissenschaft, sowie Bildproduktion, erschien die Zeitschrift zunächst in diesem Verlag und nur zweimonatlich. Bereits 1954 wurde der Verband Bildender Künstler alleiniger Herausgeber. Ab 1955 erschien die Bildende Kunst in einem kleineren Format in einer weniger klassizistischen Gestaltung, ab Januar 1956 erschien sie zudem monatlich. Ab 1965 erschien sie im Berliner Henschel-Verlag. Chefredakteure waren Cay Brockdorff (1953–1954), Herbert Sandberg (1954–1957), Horst Jähner (kommissarisch, 1957), danach ein Redaktionskollegium unter Ullrich Kuhirt: Siegfried Heinz Begenau (1959–1964), Waltraud Westermann (kommissarisch, 1964), Jutta Schmidt (1964–1972), Ulrich Kuhirt (kommissarisch 1972–1975), Peter Michel (1975–1988), Bernd Rosner (ab 1988) und Matthias Flügge (ab 1990).
Die Zeitschrift wurde von den meisten öffentlichen Bibliotheken der DDR gehalten und hatte damit eine große Verbreitung. Sie stellte ihr Erscheinen nach der deutschen Wiedervereinigung aus wirtschaftlichen Gründen nach Heft 3/1991 ein.
Alle Jahrgänge befinden sich u. a. im Präsenzbestand der Kunstbibliothek – Staatliche Museen zu Berlin und der Akademie der Künste.

## neue bildende kunst(1991–1999)
Als Nachfolger wurde 1991 die Zeitschrift neue bildende kunst (nbk) gegründet, deren Chefredakteur Matthias Flügge wurde. Sie stellte 1999 ihr Erscheinen ebenfalls ein.